# ولاية جنقرة
وِلَايَةُ جَنْقَرَة ولاية تركية. عاصمتها مدينة جنقرة. تبلغ مساحتها 8,411 كم2 ويبلغ عدد سكانها 270,355 نسمة كما يبلغ معدل الكثافة السكانية 32/كم2 .